# Dipartimento di Keurmacen
Il dipartimento di Keurmacen è un dipartimento (moughataa) della regione di Trarza in Mauritania con capoluogo Keurmacen.
Il dipartimento comprende tre comuni:
- Keurmacen
- Ndiago
- M'Balel